# Oporinia autumnaria
Oporinia autumnaria là một loài bướm đêm trong họ Geometridae.